# Christoffer Boe
Christoffer Boe (født 7. maj 1974) er en dansk filminstruktør og manuskriptforfatter. I 2001 lavede han Hr. Boe & Co.'s Anxiety, der var hans afgangsfilm fra Den Danske Filmskole, som han fulgte op med spillefilmen Reconstruction (2003). Denne film vandt Camera d'Or for bedste debutfilm ved filmfestivalen i Cannes i 2003 og har derudover modtaget flere priser. I 2005 fortsatte Boe arbejdet med sin narrative og visuelle stil i spillefilmen Allegro, og han har siden skrevet og instrueret Alting bliver godt igen (2010).